# ايس فنتورا: عندما تنادي الطبيعة
ايس فنتورا: عندما تنادي الطبيعة (بالإنجليزية: Ace Ventura: When Nature Calls)‏ أحد أفلام الكوميدي الكندي جيم كاري، وقد قام فيه بدور محقق الحيوانات الذي عاد للعمل مرة أخرى بعد فترة تقاعد طويلة كان سببها حادث بسببه أدى إلى موت حيوان، فاعتصم لفترة طويلة وكان السبب في عودته هو البحث عن خفاش أبيض هام جدا بالنسبة لقبيلتين في أفريقيا وتدور كل أحداث الفيلم في إطار كوميدي لدرجة فائقة تألق فيها النجم الكندي

## روابط خارجية
- ايس فنتورا: عندما تنادي الطبيعة على موقع IMDb (الإنجليزية)
- ايس فنتورا: عندما تنادي الطبيعة على موقع ميتاكريتيك (الإنجليزية)
- ايس فنتورا: عندما تنادي الطبيعة على موقع روتن توميتوز (الإنجليزية)
- ايس فنتورا: عندما تنادي الطبيعة على موقع نتفليكس (الإنجليزية)
- ايس فنتورا: عندما تنادي الطبيعة على موقع قاعدة بيانات الأفلام العربية
- ايس فنتورا: عندما تنادي الطبيعة على موقع ألو سيني (الفرنسية)
- ايس فنتورا: عندما تنادي الطبيعة على موقع Turner Classic Movies (الإنجليزية)
- ايس فنتورا: عندما تنادي الطبيعة على موقع أول موفي (الإنجليزية)
- ايس فنتورا: عندما تنادي الطبيعة على موقع بوكس أوفيس موجو (الإنجليزية)
- ايس فنتورا: عندما تنادي الطبيعة على موقع فيلمافينيتي (الإسبانية)